# Acridocarpus ballyi
Acridocarpus ballyi là một loài thực vật có hoa trong họ Malpighiaceae. Loài này được Launert mô tả khoa học đầu tiên năm 1980.